# Protohermes uniformis
Protohermes uniformis là một loài côn trùng trong họ Corydalidae thuộc bộ Megaloptera. Loài này được Banks miêu tả năm 1931.